# Robert VI van Auvergne
Robert VI van Auvergne (circa 1250 - 1314) was van 1280 tot aan zijn dood graaf van Auvergne en Boulogne. Hij behoorde tot het huis Auvergne.

## Levensloop
Robert VI was de tweede zoon van graaf Robert V van Auvergne en Eleonora van Baffie. 
Na de dood van zijn vader in 1277 erfde zijn oudere broer Willem XI de graafschappen Auvergne en Boulogne, terwijl Robert VI heer van Combrailles werd. Na de dood van Willem XI in 1280 werd hij eveneens graaf van Auvergne en Boulogne.
Hij streed mee in de oorlogen van koning Filips IV van Frankrijk tegen het graafschap Vlaanderen. Zo vocht hij in 1297 in de zegerijke Slag bij Bulskamp en in 1302 in de desastreuze Guldensporenslag, die hij als een van de weinige Franse edelen overleefde.
In 1314 stierf hij.

## Huwelijk en nakomelingen
Rond 1279 huwde Robert VI met Beatrix, dochter van heer Fulco III van Montgascon. Ze kregen een zoon:
- Robert VII (1282-1325), graaf van Auvergne en Boulogne

## Voorouders
| Voorouders van Robert VI van Auvergne (1250-1314) | Voorouders van Robert VI van Auvergne (1250-1314)                         | Voorouders van Robert VI van Auvergne (1250-1314)                         | Voorouders van Robert VI van Auvergne (1250-1314)                         | Voorouders van Robert VI van Auvergne (1250-1314)                         | Voorouders van Robert VI van Auvergne (1250-1314)           | Voorouders van Robert VI van Auvergne (1250-1314)           | Voorouders van Robert VI van Auvergne (1250-1314)           | Voorouders van Robert VI van Auvergne (1250-1314)           |
| ------------------------------------------------- | ------------------------------------------------------------------------- | ------------------------------------------------------------------------- | ------------------------------------------------------------------------- | ------------------------------------------------------------------------- | ----------------------------------------------------------- | ----------------------------------------------------------- | ----------------------------------------------------------- | ----------------------------------------------------------- |
| Overgrootouders                                   | Hendrik I van Brabant (1160-1235) ∞ Mathilde van Boulogne (±1161–1210)    | Hendrik I van Brabant (1160-1235) ∞ Mathilde van Boulogne (±1161–1210)    | Gwijde II van Auvergne (-1124) ∞ 1150 Peronella van Chambon (-)           | Gwijde II van Auvergne (-1124) ∞ 1150 Peronella van Chambon (-)           | ? (-) ∞ ? (–)                                               | ? (-) ∞ ? (–)                                               | ? (-) ∞ ? (-)                                               | ? (-) ∞ ? (-)                                               |
| Grootouders                                       | Adelheid van Brabant (1190-1265) ∞ 1225 Willem X van Auvergne (1195-1247) | Adelheid van Brabant (1190-1265) ∞ 1225 Willem X van Auvergne (1195-1247) | Adelheid van Brabant (1190-1265) ∞ 1225 Willem X van Auvergne (1195-1247) | Adelheid van Brabant (1190-1265) ∞ 1225 Willem X van Auvergne (1195-1247) | Willem I van Baffia (-) ∞ ? (-)                             | Willem I van Baffia (-) ∞ ? (-)                             | Willem I van Baffia (-) ∞ ? (-)                             | Willem I van Baffia (-) ∞ ? (-)                             |
| Ouders                                            | Robert V van Auvergne (1225-1276) ∞ Eleonora van Baffia (-)               | Robert V van Auvergne (1225-1276) ∞ Eleonora van Baffia (-)               | Robert V van Auvergne (1225-1276) ∞ Eleonora van Baffia (-)               | Robert V van Auvergne (1225-1276) ∞ Eleonora van Baffia (-)               | Robert V van Auvergne (1225-1276) ∞ Eleonora van Baffia (-) | Robert V van Auvergne (1225-1276) ∞ Eleonora van Baffia (-) | Robert V van Auvergne (1225-1276) ∞ Eleonora van Baffia (-) | Robert V van Auvergne (1225-1276) ∞ Eleonora van Baffia (-) |